# 白俄羅斯—拉脫維亞關係
白俄羅斯－拉脫維亞關係是指白俄罗斯与拉脱维亚之间的外交关系。白俄罗斯與拉脫維亞從蘇聯獨立後，于1991年12月16日签署了《睦邻关系原则宣言》 ，并于1992年4月7日建立了全面的双边关系。1993年，兩國在對方的首都設立大使館，次年兩國互相開設总领事馆。同時這兩個國家也是鄰國，兩國國境線長達161公里。國境線於1994年2月21日確定，2013年4月10日再次確認。
瑞安航空4978號班機事件發生時，拉脱维亚首都里加正在举行世界冰球锦标赛，按照慣例，錦標賽参赛国的國旗全部被悬挂在里加市中心。5月24日，白俄罗斯国旗被替换為白俄罗斯反对派旗帜。此舉引起白俄罗斯當局不滿，白俄當局宣佈將拉脫維亞外交人員全部驅逐出白俄羅斯。拉脫維亞此後採取對稱措施，同樣驅逐所有白俄羅斯外交人員。